# 日式麵包王
《日式麵包王》是日本漫畫家橋口隆志的少年漫畫，原名直譯為《新鮮出爐!! 日式麵包》，於2002年4·5合併號至2007年4號在小學館《週刊少年Sunday》連載，曾榮獲第49屆小學館漫畫賞。動畫方面，2004年10月至2006年3月於東京電視網播出同名電視動畫。台灣OTT平台LiTV 線上影視上架收看。
2019年8月16日開始在《LINE漫畫》的官方帳戶連載《烘焙王 ～超現實～》。作為取材、原作與入江謙三掛名。

## 作品概要
原先僅僅是五週期間的短期集中連載，作為構思新作品暫緩作用的墊檔作品（即後來《頂尖神醫》），但是由於讀者意外反應熱烈，因此改為正式連載。故事描述一位擁有「太陽之手」的日本少年東和馬立志創造出屬於日本的麵包「（Japan，發音為"Ja-pan"）」的過程。該漫畫前期充滿王道漫畫的真實感，後期則是有較多荒誕的設定和表現手法。

## 故事簡介
東和馬是個一位擁有「太陽之手」、立志做出專屬於日本的麵包而奮鬥的熱血少年。他在年少時被他姐姐帶到St. Pierre（桑比耶魯，或譯作聖皮耶爾）麵包店，他繼從麵包店主人口中得知「創出對日本人來說比『飯』更好吃的『日本麵包（Japan）』」的夢想（「pan」是個諧音，取自葡文的外來語，意為「麵包」；「Japan」故意把「pan」結合在詞裡面，取「日式麵包」的音意雙重含意）。於是他利用比一般人更溫暖的雙手「太陽之手」以及異於一般常識的奇想立下「既然如此，我就做出日本麵包給大家瞧瞧」的志願製作屬於日本的麵包。
和馬在中學畢業後去報名參加「Pantasia」（潘塔吉亞）東京總店的徵才測驗。在最後選拔的參加者不只和馬，也包括河內恭介、梓川月乃(Pantasia集團的千金兼此大總裁梓川貞尚的次孫女)和諏訪原戒等許多高手。不過參加徵才考試的月乃其實是為了發掘有力的新人所以假裝成普通參賽者加入選拔。另一方面，河內因誇大的境遇話招致和馬的同情，在最後選拔的課題「可頌麵包」中向和馬刺探出「324層可頌麵包」的秘技；不過和馬把河內的話當真而辭退最後選拔；河內被和馬善心所打動也辭退最後選拔。最後月乃邀請和馬和河內在她擔任代理店長的Pantasia南東京分店工作就職（該店的店長的松代健也測試他們的能力）。
剛開始由於Pantasia南東京分店的生意因為店面位於St. Pierre東京總店對面，加上該店的店長是有號稱點心麵包之神模糊山剛，因此南東京分店的經營情況相當的很冷清。松代主動向模糊山提出要他與和馬在電視節目上展開對決的事引起Pantasia總店的神秘負責人巨匠霧崎的注意與觀賞和馬和模糊山的對戰，並且詢問和馬和模糊山要以他們製作的產品價格來吸引大眾做為問答，最後和馬成功打敗模糊山贏得對決。後來，Pantasia南東京分店收到Pantasia新人賽的參賽權。新人賽的預賽課題是要求選手們在這一週內製作出能在室溫下放置三週不會發霉的吐司，而且禁止使用防腐劑加入在吐司上，和馬利用芥末當作材料來製作土司，而河內在月乃的協助與鍛鍊培訓下成功練成「太陽防護手套」並且使用白蘭地酒精所製作的土司正式獲得參加Pantasia新人戰的資格權，然而參加新人賽的人數已經超過大賽的限制，身為新人賽的主考官黑柳要求選手們使用不起眼的奶油來製作餐包來通過預賽，剛開和馬使用人造奶油來製作餐包差點面臨被淘汰的處境，但是諏訪向黑柳解釋和馬利用蒸氣效應做出餐包的實情，讓和馬因此在黑柳的破例下勉強過關。
後來僥倖過關的和馬跟著河內與其他通過預賽的選手們獲選的期間遇到一位參加新人賽、名叫梓川水乃的少女。起初水乃打算拉攏和馬和河內加入她的分店讓月乃感到很不悅，所以水乃與月乃開始爭執起來還讓和馬被波及到她們的鬥爭。剛開始完全不知道情況而被牽連的和馬對月乃與水乃為何無法相處的事感到很生氣也不理解事情經過，因此松代決定把月乃的背景全部都告訴和馬和河內。松代跟和馬和河內說明Pantasia南東京分店其實不是Pantasia總部最重視的分店，起因是Pantasia總裁貞尚的兒子貞道曾在過去瞞著他的家人跟自己最喜歡的情人相戀，當時貞道的正室妻子所生下來的婚生女不只是水乃還有年齡比水乃與月乃較大的長女梓川雪乃，而月乃其實正是貞道和他的情人所生下來的私生女。換句話說，水乃與雪乃是月乃同父異母姊妹。從三人所經營的Pantasia三個重要分店的管理結果來看，由於水乃與雪乃是正妻所生的孩子，所以她們獲得家人的支持與贊助的期間獲得Pantasia總部的董事們的重視擁有很高的地位與待遇。可是月乃因為她過世的母親是情婦的關係總是處於殘酷的對待中無法獲得家人的支持，還被Pantasia總部的董事們所組成的反對派給視為眼中釘。如果月乃想要獲得她的家人的重視與支持並且提升地位和待遇，她唯一的辦法就是得以Pantasia繼承者的身分中贏得Pantasia的新人賽。可是以月乃所管理的分店無論是營業總額、員工數量和爭取優良權益的情況根本不可能贏過雪乃與水乃分別所經營的新宿中央分店與新東京分店，她参與總店的徵才測驗是為了要發掘出有烘焙才能的員工來代替自己去參加新人戰。如果月乃所栽培的員工在新人戰上獲得優異的表現，那麼Pantasia總部的董事們就會認同月乃的栽培能力轉而不會去計較她的背景。聽聞真相的和馬和河內決定成為支持月乃的後盾的同時也要宣示在新人賽中獲勝。
在新人賽第一回合中使用最頂級密瓜所製作菠蘿麵包的比賽中，和馬跟水乃的對決中獲勝後與河內成功通過晉級，他們也在第二回合的製作炒麵麵包的比賽中過關，不過和馬和河內發現水乃派出的神秘麵包師傅「無尾熊」的真實身分是模糊山，模糊山不只在第二回合中的關卡中過關也在炒麵麵包製作比賽中獲得冠軍，第三回合的半決賽關卡是造型麵包的關卡，模糊山以他最拿手的動物麵包與和馬展開對決，雖然兩人分別做出栩栩如生的龍與烏龜麵包在比賽上平分秋色無法分出勝負，但是模糊山提出自己棄權讓水乃為此大怒與不滿並且解雇他，模糊山離開前對和馬一行人提出Pantasia再過不久將會面臨被St. Pierre給收購的危機，他告誡Pantasia的繼承者如果無法應付將來的處境，否則Pantasia將會被St. Pierre給併吞。月乃相信以她的祖父貞尚的性格是不會希望她們身為下任Pantasia的繼承者處於爭執不斷與分裂的情況，她認為就算水乃無法接受自己也無法改變她們是親生姊妹的事實，當和馬一行人正打算要僱用模糊山讓水乃決定雇回他。當和馬與河內通過半決賽後後松代帶著他們來到墓園看見月乃跪在枯樹前祭拜她過世的母親，松代告訴和馬與河內有關月乃並不只是承受水乃的侮辱，更是遭受她同父異母的姊姊雪乃給欺凌的經過，當和馬和河內聽聞月乃在年少時所經歷的遭遇以及雪乃在當年對月乃所作的卑劣行徑的經過時感到憤怒極致，他們發誓在準決賽上要獲勝並且打敗雪乃幫月乃出口氣。準決賽期間，河內的決賽對手是雪乃所派來的烘焙天才也是跟和馬一樣擁有「太陽之手」的少年冠茂，剛開始河內無法找到應付冠茂所發明的夢幻海洋酵母感到很沮喪，後來他在松代提供發芽糙米酵母之下信心大增並且跟冠茂展開對決，可是雪乃為了獲得獲勝居然在準決賽開始的期間賄賂會場人員然後在暗中在河內的麵粉混入蛋白質分解酵素，導致河內無法將麵團搓揉成凝固模樣而落敗，起初和馬面對河內因為誤觸雪乃的手段而落敗感到很悲痛，不過他在河內的安慰與鼓勵下在決賽中使用他的叔公東馬三郎替自己所做的葉長石面板製作麵包成功打進總決賽對上冠茂，雖然葉長石面板在總決賽時被雪乃給盜走與摧毀掉，不過和馬在跟冠茂的對戰中突破雪乃的卑鄙手段獲得Pantasia新人賽的冠軍，而河內與諏訪原在製作創意感的法國麵包的對決中平手獲得季軍。
後來，雪乃在新人賽的期間由於不滿和馬獲勝決定炸毀冠茂的實驗研究所來發洩她的怒氣和St. Pierre的老闆聯手企圖奪取Pantasia的掌管權。冠茂在新人賽結束後決定轉去南東京分店工作並以月乃的個人名義轉在的南東京分店工作，他為了擊垮雪乃也要籌集令Pantasia能夠順利經營的資金於是將自己所賺取的五千一百七十萬日圓都賭在「世界麵包大賽摩納哥盃」要以日本隊的名義來參賽的和馬、河內和諏訪原在大賽上獲得冠軍。就算Pantasia被St. Pierre給收購也能採取其他的行動，由於冠茂先前教給河內的策略非常成功，所以日本隊的賠率上升至三百倍的期間突破所有難關與挑戰(雖然造成日本隊的許多麻煩還被其他國家代表隊的刁難與嘲諷)。儘管St. Pierre多次在暗中做出許多妨礙與阻撓的卑鄙手段，但和馬一行人克服所有的阻礙再加上有摩納哥的秘密警察幫助下成功取得冠軍也拿到一百二十億日圓的資金。與此同時，St. Pierre在購買Pantasia一半以上的股分從而對Pantasia進行商業收購。此後St. Pierre的負責人霧崎雄一（以前的St. Pierre麵包店的主人同時是教導和馬製作麵包的人）委任月乃和雪乃分別出任Pantasia和St. Pierre兩邊社長做互為競爭並且在直播電視節目《烘焙王25》（動畫版是烘焙王9（台）、新鮮出爐（港））進行對決。假如Pantasia勝出便可重新擁有被收購的股分，如果輸掉比賽則保持原狀的挑戰書；月乃為了不讓她祖父所創立的Pantasia被St. Pierre給併吞，她在和馬一行人的支持下並半推半就地答應參加比賽。比賽中和馬、冠茂、河內挑戰由St. Pierre所挑選出來的對手（當中亦同揭露不同角色的往事經過），當霧崎的入魔之路慢慢地被顯示出來讓和馬一行人為了保衛Pantasia而奮戰到底。

## 登場人物

### 南東京分店
東和馬
配音：小林由美子（日本）；汪世瑋（台灣）；袁淑珍（香港）
本作男主角，16歲，出生於農業家庭，擁有「太陽之手」，棕色眼睛和棕色中短髮是他的特徵，有兩撮呆毛。在6歳時姊姊稻穗想讓自己了解麵包的好吃就來到某家麵包店在受到麵包店老闆的影響喚醒自己創作日本麵包的意識。利用自己最強的武器製作麵包、也就是那高於一般人手溫的魔法之手「太陽之手」以及異於一般常識的奇想，並以製作出讓全世界都讚不絕口、屬於日本人的麵包為目標。
做麵包的實力高強，是先天的天才，能夠在十四歲時已經無師自通的學會各種製作麵包的技巧，但也因沒受過正規訓練而缺乏對麵包的一般知識，多次在這方面吃虧。另外對除了麵包以外的其他料理則是毫無天分(例如做炒麵麵包時只會做麵包的部分，而炒麵則需要別人來代勞自己才能完成)。
性格熱血、開朗、樂觀、正義感強、善良、遇強越強，每次遇到對手會出盡全力奮戰亦很會遵守跟其他人的約定。面對逆境時在漫畫裡面只在新人賽裡灰心過，卻被河內所激勵之下以極強的麵包完勝諏訪原。雖然實力高超，心靈堅強也會樂於助人；但始終是個青少年還是會有胡鬧和幼稚的時候。對於數學亦很強，心算能力超級高。為了完成日本麵包並研發並製作日本麵包—Ja-Pan。在所有麵包完成摩納哥盃之前都會冠上"日本麵包XX號"的名稱，但之後則沒有，暗示往後的創作已經不再是試作而是能代表某地區的正式作品。
加入Pantasia後順利獲得新人比賽冠軍；為了幫助月乃保衛Pantasia與磨練自己跟河內、諏訪組隊參加摩納哥盃。得勝後受霧崎的邀請下參加電視節目比賽。在比賽過程中發現霧崎的過去，為了阻止控制他的人包魔王而拼命至做日本版的麵包在靠河內的反應擊倒魔王後回歸平淡生活。在漫畫尾端受小丑之邀來到馬爾代夫，接受一名當地少女之托做出防止海平面上升的麵包，但最後靠河內的反應成功把陸地浮高得到諾貝爾和平獎。
河内恭介
配音：阪口周平／杉本優(童年)（日本）；曹冀魯（台灣）；黃榮璋／梁少霞(童年)（香港）
16歲，與和馬一樣在Pantasia總店參加新人甄選，立志成為麵包師傅，以及口頭禪是「你說什麼？」的關西少年。深棕色眼睛和暗黃色短髮是他的特徵，雖然沒有擁有天生的才能，不過還是以後天的努力彌補先天的不足，而且實力雖不及和馬跟其他人，但也在一般麵包師傅的水平之上，後更練就「太陽防護手套」來渡過困難。最大的缺點就是缺乏動力，每次都要被逼上絕路才能發揮出真本領。
父親河内恭太郎是為實力不濟的麵包師傅，雖多次參加Pantasia的本店甄選卻連年落榜，但即便如此還是努力不懈的朝夢想前進，直到有天烤爐走火發生火災因而葬身火窟。因此不顧母親的反對來完成父親的遺願，在新人甄選曾以自身過去打動和馬而誘使他的協助並棄權，但後還是因良心不安而放棄資格，但後來跟和馬一同加入南東京分店。
在新人賽之中不斷挑戰自己打敗對手，晉身至準決賽被雪乃在暗中設下的卑劣手段令麵團搓不起來而敗於冠茂導致和馬感到很難過；但自己坦言即使用盡全力也不能勝過要求並且要求和馬連同自己的分要獲勝。在松代要求下到修道院讓馬可修女鍛鍊自己結果被她給剃光頭，只好拿爆炸頭假髮來掩飾，在季軍戰中跟諏訪打成平手而獲得季軍。之後轉至東京本店但因記掛眾人而常回去南東京分店。及後參加摩納哥盃受冠茂之托為拯救Pantasia而自願當小丑出醜，把日本贏的賠率拉得很大藉以便贏取大錢。雖然一直是隊裡最無用只是充當吐槽和搞笑角色，但在決賽則正面對決S.H.瀚江並勝出。
在直播比賽中雖是Pantasia代表的成員，但因實力不及和馬與冠茂而受到排擠兼打壓幾乎沒有參與麵包製作，後期更自暴自棄的直接站在觀眾席中常被認為是礙眼的人物。在漫畫裡，只在烹調豬扒一戰中真正上場贏過對手。因不斷做反應常變得面目全非。在求得古代小麥的過程中獲巨匠親授手法功力大增。對抗人包魔王時曾被能生味增麵包洗腦而變成一個只會說「你說什麼？」的病人（動畫中沒出現）；及後為幫助和馬試吃麵包而搞得古古怪怪，但也是靠他才能打敗人包魔王。經常會被吃下麵包後的反應給影響的主要角色，每次一換髮型，不論是誰都認不出來。小時候因為父親早故，很早便得出來打工賺錢養活弟妹而擁有很多生活常識，但對食材的認識仍不及其他人。
漫畫尾端吃了和馬的麵包之後變成快打旋風系列裡的達爾西錫（Dhalsim/ 俗稱印度佬）讓陸地飄浮起來拯救地球，但亦變不回自己原來的樣子，繼續荒唐地奮鬥下去...
官方帳戶連載的《烘焙王 ～超現實～》中則以評審的身分再次登場
梓川月乃
配音：大塚千弘（日本）；楊凱凱（台灣）；曾秀清（香港）
本作女主角，16歲，也是管理Pantasia麵包店的大總裁梓川貞尚的次孫女，也是梓川大酒店集團的董事長梓川貞道的次女，亦是雪乃與水乃的同父異母的姐妹。綠色眼睛和褐色的雙馬尾長髮是她的特徵，經常用緞帶綁在雙馬尾髮上。烘焙技巧是遺傳到過世的母親。
雖然出身為Pantasia集團的次千金，但是由情婦所生的私生女的緣故在家族的地位上很低微不像雪乃與水乃有家人的支持（動畫第12話出現，漫畫第03期出現），因此獲得和馬和河內的同情與幫助。
目前就讀名門私立如月女學院的同時並任於Pantasia麵包店南東京分店的代理店長（但員工總共五人，也沒有親友的支持與後盾）與管理Pantasia麵包店新宿中央分店店長的姐姐雪乃及實際打理新東京分店代理店長的妹妹水乃爭奪Pantasia麵包店總店繼承者的競爭，而各店的營業額將為爭奪的籌碼。然而在和馬及河內加入前只有三人的南東京分店是被故意安排在Pantasia麵包店最大競爭對手桑比耶魯麵包店的總店對面。店長松代健提到月乃的祖父貞尚對他的孫女們相當疼愛而且會給她們有公平的對待時從來不會有偏心的念頭，原本他是想幫月乃推入Pantasia的麵包店的其他分店，但是總店內部有一派人馬與其他董事們對於不是正妻所生下的月乃對她形象是個礙眼的眼中釘，甚至也有心謀不軌的勢力，就算讓月乃加入Pantasia的麵包店總店或其他分店也不會保證董事們會給她有個好印象(因為他們非常很同情貞道的妻子也就是雪乃和水乃的親生母親更是月乃的繼母)，所以為了不讓支持派與反對派雙方發生衝突影響到Pantasia內部，也要避免反對者的批評意見所以才會故意做出安排，加上因為年紀太大隨時都會往生的時候，因此在策劃退休時支持雪乃（動畫第12話出現，漫畫第03期出現），此外冠茂透露每當分店每次都是赤字時都是靠著祖父所捐贈的援助金來填補虧損來度過營業不佳的處境（漫畫第08期與動畫第35話）。
自己曾有個非常很珍惜與溫柔的母親並且將她視為自己來說是個最溫柔的家人，但是母親在四年前早已過世（據說是罹患癌症的緣故）所以只能在母親的忌日當天去掃墓時碰面，還保留自己跟母親與父親貞道合照的相框當作珍惜的回憶物品(動畫第18話出現）。母親生前是個擁有優秀的製作麵包技術與烘焙能力也是個將會選為下任Pantasia總店負責人的職員(如果她不是女性早就擁有名揚四海的良好聲譽)，當時跟早已擁有正妻並且組成家庭，也為了立志成為麵包師傅特地到總店去實習的生父貞道碰面時發生婚外情，因此被貞道的兩個女兒雪乃和水乃給批評為偷腥的賊貓與狐狸精，由於母親早逝加上雪乃在葬禮結束的期間奪去骨灰罈，還惡意將母親的骨灰灑在櫻花枯樹上，當時自己遭到雪乃給踢傷而且心理受到嚴重的傷害，直至在四年後平復傷痛到母親的「墓碑」去祭拜(動畫第18話出現，漫畫第05期出現）。
剛開始參加聘用考試後雇用和馬和河內，幫助河內練成太陽之手甲。新人戰中給與河內和和馬各種協助與意見，新人戰勝出後聘用冠茂進南東京分店（實際上是冠茂自願要到此分店），為了保住祖父所創立Pantasia總店於是投入所有資金全副身家於摩納哥盃賽中。賽事末段因為南東京分店被St. Pierre總店打壓於是休店去摩納哥支持眾人。即使在摩納哥盃獲得冠軍賺到許多費用，面對霧崎跟姊姊雪乃勾結全面收購Pantasia被邀成為Pantasia社長，為了不讓Pantasia被St. Pierre給奪走就半推半就地參加烘焙王9/ 25比賽的同時和妹妹水乃和解。
於漫畫第25期中在年少時有學過練合氣道，不過在繼任成為Pantasia的社長後被揭發為了方便減緩壓力剃頭用假髮來代替本身頭髮，因而令不少日式麵包王粉絲失望，之後換不同髮型代替假髮，因為工作壓力太大反而萌生出隨時出家的想法（因為擔心和馬等人會全力反對所以沒有這麼做）所以才會有剃髮之事。基本上只是充當旁觀者沒有再參與任何比賽。不論是在在新人戰及摩納哥盃甚至烘焙王9/ 25比賽都有跟和馬都有曖昧的時刻。漫畫末段最終身兼女大學生和社長然後把Pantasia推向國際銷售，跟小丑合作在摩納哥開設分店。
其漫畫第25卷末的《梓川月乃外傳》短篇中就跟同班同學揭露自己在年少時與母親到祖父梓川貞尚開設的滑雪場中遊玩，由於不慎誤觸姐姐雪乃在老舊水井所設置的陷阱而處於困境，恰巧遇到當時正在找材料也受困的和馬（曾被同班同學認為和馬是自己的初戀情人同時也是個怪胎，所以本人本來就不想提及此事）。最後為了獲救只好吃下當時和馬的麵包試作品變成類似大阪萬國博覽會地標太陽之塔（根據當時的和馬解釋，只要女生的名字裡面有「き」的發音，然後吃下該麵包就會因反應變成塔狀物體）的型態，也意外地讓和馬和自己脫困而獲救。
松代健
配音：東地宏樹（日本）；孫中台（台灣）；招世亮（香港）
31歳，Pantasia南東京分店的店長，以爆炸頭及黑色墨鏡造型登場，剛開始會擔任Pantasia南東京分店的店長是因為發生些事（作品中沒有明確交待）不能在待在總店，於是被發配至南東京店（動畫版則提及會來到南東京分店是因為不讓月乃的個性以及在她家族的繼承鬥爭造成爭取權益時會很辛苦，於是自行請調到南東京分店當任店長職務的同時協助與保護好月乃）（動畫第12話，漫畫第03期說明）。
在初登場時喜歡拿自己剛做好的法國麵包撕成小碎片跑到後山的牧場餵馬並且邊餵邊喝酒十分愜意，而在河馬與河內初來報到時便給予要求他們限時內做出『鮮味十足連馬都愛吃的麵包』的指定課題,更曾因為新人賽的炒麵麵包課題並推介他們去中華料理餐廳向舊識劉老麵學習炒麵功夫。被稱為在Pantasia中最強的法國麵包製作師傅，自創發芽玄米酵母，此酵母在三年前曾稱為最強酵母，不過已成為過時物。
在登場以來從未見過他製作麵包，最多只搓過麵團。擁有對麵包製作極豐富的知識，常為他人講解麵包製作過程及提醒和馬和河內的同時充當月乃的後盾（動畫第12話，漫畫第03期）。曾在回憶中提過年輕時有一名叫做楓的妹妹，因一時不知情吃下自己製作的含有牛奶成分的麵包後引起嚴重過敏差點休克喪失性命，自此對楓的事相當很愧疚到至今也仍不去製作奶製品麵包。年少時與巨匠為朋友並知道他的過去。曾收黑柳為徒但很早便知道他的屬性若當麵包師傅實在太浪費反而埋沒他的才能，而刻意對對方的態度非常很冷淡。
在電視節目「烘焙王9」中一場由奧地利宮廷廚師堤政伸與Pantasia一戰中被堤政伸與冠茂生父橋口組組長賞識成為橋口組的繼任人。及後全身投入橋口組的領導裡面，幾乎完全變成黑幫打手（但之後其動畫版或是漫畫對於松代健最終的去向也皆含糊帶過）。
冠茂
配音：井上麻里奈（日本）；楊凱凱（台灣）；陳凱婷（香港）
以16歲之齡畢業於哈佛大學的天才少年，紫色眼睛和粉色短髮是他的特徵，不但是優秀的科學家，更將自己所習得的科學知識利用在麵包創作上，以創作出究極的麵包為目標，與和馬一樣都擁有「太陽之手」。
實際身世為日本最大黑社會橋口組原組長（後由松代繼任）的兒子，雖然母親（是個某家的千金）曾與組長曾結婚，但在離婚後便跟隨母姓。跟堤政伸為同父異母的兄弟（跟月乃一樣）因有天才稱號的緣故而深受其害；對決後二人冰釋前嫌。
原本在月乃的同父異母的姐姐雪乃Pantasia麵包店新宿中央分店的店內工作，在新人戰中總是不戰而勝並由雪乃用重金聘雇的高手(動畫第18話，漫畫第05期出現並被松代給提到）。在新人戰中以雪乃的資金援助支持研發、被譽為夢幻酵母的海洋酵母RAS作賽，雖然由雪乃暗中介入使出卑鄙手段贏過河內，但在決賽上敗給和馬導致不滿結果的雪乃把自己的實驗室給炸毀下決定復仇加入南東京分店。於新人戰中獲亞軍後讓出參加法國集訓（實為摩納哥盃）的機會給河內，自己則以賭家身份參與以自己的儲蓄一千萬及月乃的四千萬打賭日本隊在摩納哥盃勝出藉以獲得足夠資金對抗有意收購Pantasia的St. Pierre的負責人霧崎。最後雖獲得一百二十億作為資金對抗，但未能及時阻止收購而此一百二十億卻成為引線引起霧崎與月乃打賭Pantasia麵包店與St. Pierre麵包店在電視台節目烘焙王9/25的其中一項賭本。摩納哥盃後跟河內、和馬組隊作為Pantasia代表出戰烘焙王9/25。通常負責選食材、背景調查、輔助和馬做麵包的工作。在麵包製作方面，雖然沒有和馬般的天才，但是只要稍加動腦便能領悟出其道理。反觀之河內因為及不上二人的領悟能力而輕易放棄。漫畫尾端的三年後又回到哈佛進行研究治療禿頭的麵包。
木下陰人
配音：佐藤節二（日本）；吳文民（台灣）；李錦綸（香港）
任職Pantasia麵包店南東京分店的年輕的麵包店師傅，棕色眼睛和棕色蘑菇頭髮型是他的特徵，存在感極低到幾乎被和馬一行人給忘記連名字都不例外。
在Pantasia麵包教室開課時認識月乃，由於對月乃產生鍾情因此加入南東京分店，經常尊稱她為「大小姐」。由於自家是日本最大的馬戲團所以擅於複製他人的麵包，一次便可以複製達95%以上（包含製作水平及吃下去後所做出來的反應），而且懂得分身術（漫畫第08期與動畫第35話出現被店長松代提到），由他負責南東京分店的陳列、會計、應對等幾乎全體事務，只是唯一的缺點就是不懂製作新的麵包與吸引顧客魅力也不優秀。漫畫最終敘述在三年後正式當上南東京分店的店長，但整間店實際上卻成為一人分店，由店長店員都是獨自一人目前沒有徵取聘用其他員工，雖然分身術有比以前進步許多（但是技術上仍無法和摩納哥的小丑匹敵）。

### 潘塔吉亞
黑柳亮
配音：子安武人（日本）；吳文民（台灣）；潘文柏（香港）
外號小黑，23歲，由哈佛大學回來的食品科技天才，灰色眼睛和黑色短髮是他的特徵，Pantasia麵包店東京本店的麵包師傅兼比賽裁判，對於麵包的食材與溫度甚至是公克數水量及材料比例抓得相當精準，曾是松代健的徒弟但是當松代健發現黑柳的才能之後認為不該埋沒及浪費於是原先的熱情逐漸地漸行漸遠。
性格自負、要面子、嚴謹，擁有敏銳的味覺，對美食極其固執，乃至會為了吃而展落貪心的一面；冠茂尊稱他為學長。
在許多劇情中擔任嘗試麵包的裁判。當他吃到美味可口的麵包時，不論品嚐到多麼美味的麵包，也絕對不表現在言語之中，反而是會以反應表達出來。由於長相比較年長的關係有時會被和馬冠上「大叔」的稱謂，本人對此相當在意。在新人賽中吃到和馬的麵包而上天堂還和那裡的兔女郎談戀愛。於哈佛的讀書時期曾有一位女朋友名叫凱西，不過在大學畢業返回到日本時就跟她分手。初出場是在新人聘用試裡面擔任評判，在新人賽中預賽直至季軍戰都擔任評判。之後在摩納哥盃率領日本代表在決賽擊敗美國隊拿下冠軍，卻收到St. Pierre收購Pantasia的消息。在動畫版最終「烘焙王9」最終回對上霧崎雄一，和馬與霧崎二人麵包讓黑柳的評分第一次陷入以「無法評分，平分秋色」而陷入苦戰，就連被召喚來的摩納哥小丑（已經恢復王子身分）吃下雙方的麵包也陷入膠著。之後成為烘焙王25之解說及評審，正式由麵包師傅變成味覺評審。一度吃下「魔王」變成人包（不過依然保留身為人的理性，然後也能為讀者做解說），一直留在樹海之中跟其他人包們作戰。漫畫中被運送至某度假小島上，吃下和馬的麵包後變成類似已故演員森繁久彌的模樣，脫離人包行列。最後為找尋美味之最而上路。
諏訪原戒
配音：坂詰貴之（日本）；孫中台（台灣）；雷霆（香港）
是取得麵包師傅技術師一級資格的史上最年輕紀錄保持者，黑色眼睛和黑色中長髮搭配藍色披巾是他的特徵，亦是麵包師傅新人王決戰的優勝者而且劍術也是相當高的，是位才能出眾的麵包|師傅（自創魯邦XX世麵包，自詡能像怪盜魯邦一樣偷取頂尖高手麵包製作方式在創作出不同的麵包），在摩納哥盃後開始欣賞摩妮卡並且交往。
曾與和馬、河内一同參加Pantasia本店甄選試驗，結果敗給和馬製作的324層可頌麵包，雖因河内放棄資格而成功錄取，但內心為這次的敗北感到恥辱決心要在新人戰打敗兩人以雪恥。於新人賽中敗於和馬，跟河內打和並列第三。及後參加摩納哥盃與愛德華凱薩單對單交手，劣勢下跟上年的得勝麵包打成平手。之後再無突出表現，比賽運動麵包採用紅酒所以被淘汰；跟摩妮卡比賽漂亮藝術造形麵包雖然做出王冠麵包但亦鎩羽而歸敗在對方的玫瑰麵包。為了製作麵包常以超越尋常的方式鍛鍊自己，是位形同武士般的男人。武功高強，亦練就「雙層太陽防護手套」。
在烘培王25裡，與摩妮卡喬裝成忍者跟和馬等人比賽，落敗後作為背叛者受良心譴責險些切腹自盡，後來因為松代店長的一席反諷話及說他拋棄懷孕女友沒責任等終於讓他清醒過來。
一開始對於女性方面不怎麼會應付，但卻是主角群裡唯一有伴侶的人。漫畫末段與摩妮卡育有一子開設道場但只教一心求武的學生製作麵包（如果學生們會做麵包就教他們練劍術），然而道場的維持還是得靠摩妮卡開設的甜點教室賺取的費用作補貼。
【主要紀錄】
- Pantasia本店甄選　本店採用（東和馬・河内兩人辭退）
- 第39屆　Pantasia新人戰　季軍（與河内恭介同列名第三）
- 第2屆　摩納哥盃　優勝（日本代表）
- 第1屆   烘焙王9/25  敗退（St. Pierre代表）

巨匠霧崎
配音：速水獎／日比愛子(少年)（日本）；曹冀魯／楊凱凱(少年)（台灣）；蘇強文（香港）
日法混血兒， Pantasia麵包店集團中唯一被附與最高稱號「meister（德文：巨匠）、霧崎名人」的麵包師傅，本名：席爾巴（シルヴァン），亦是總店的領導者更是蘇菲的哥哥。藍色眼睛金黃色長髮是他的特徵，由於極為厭惡曝露在公共場所上，因為常戴面具所以極少人知道他本人面具下的真面目。飼養著一隻名為阿咕的孔雀當寵物。讓阿咕能藉著開屏的角度來評判麵包全開代表滿分！甚至從他的面具上跑出來則代表超乎想像。
真實身分是霧崎的兒子，年少時母親早逝又被父親給拋棄並且和妹妹流落街頭，於是靠變魔術和賣麵包來賺錢並且把妹妹蘇菲養大，直到已故的養父高登出現並收留他們。後來加入Pantasia跟松代認識慢慢攀升至Pantasia最高位置。初登場是當東和馬跟模糊山剛對決戰，之後則是新人賽之中發現河內的麵團搓不起的狀況而懷疑是雪乃動的手腳於是下令調查。在Pantasia被St. Pierre收購後從已故的母親的日記中得知父親性情大變的端倪（動畫中未出現）。為了拯救父親吃下能生味增麵包而被洗腦，但吃過東和馬的食堂麵包後才回復正常。及後致力訓練河內希望幫助他拿到古代小麥。漫畫結局裡接任St. Pierre日本社長一職。
梓川水乃
配音：池田千草（日本）；楊凱凱（台灣）；林元春（香港）
Pantasia麵包店老闆梓川貞尚的老么孫女，梓川大酒店集團的董事長梓川貞道的么女，亦是月乃的同父異母的妹妹也是雪乃的親生妹妹。粉色眼睛和灰紫紅色短髮加上綁藍色珠子是她的特徵，就任於台場的梓川大飯店內部的Pantasia麵包店新東京分店（由父親梓川貞道舉薦繼承人資格）的少女，與麵包師無尾熊（模糊山剛假扮）在新人戰中向和馬挑戰。具有小惡魔的性格與獨特的可愛外貌成為讀者喜愛的特點之一。很喜歡說「通過了(やったねいん)！」「對不起(まったねいん)」。
剛開始想拉攏和馬和河內然後跟月乃對峙，不喜歡月乃的母親還批評她是個賊貓（因為自己家庭的感情藉都因為月乃母親的出現而被崩毀），在新人賽以用最頂級哈密瓜做菠蘿麵包的對決中敗給和馬被雪乃給責罵是個沒用的“飯桶”，不像自己所派來的部下無尾熊（模糊山）贏到半準決賽。在直播節目中再次與熊貓登場同時對姊姊雪乃為了私利賤賣家業的做法相當反感與厭惡因而決定不再忠於對方，雖然沒有參加比賽但跟月乃幾次見面後開始接受到最後和解。
漫畫結局中就讀名門私立如月女學院同時正式當上Pantasia麵包店新東京分店的店長。
【主要紀錄】
- 第39屆　Pantasia新人戰　決選初賽敗退

梓川貞尚
配音：塚田正昭（日本）；孫中台（台灣）；張炳強（香港）
是創立Pantasia麵包店的大總裁亦是雪乃、月乃、水乃三姊妹的祖父，膝下有一個婚外情的兒子貞道（梓川大飯店集團的董事長也是雪乃、月乃、水乃三姊妹的父親）。推薦並支持長孫女雪乃就任於Pantasia麵包店新宿中央分店店長。
剛開始創立Pantasia麵包店期間沒有打算要拓展連鎖店，一個人經營一間只有八坪大的小店，後來因為麵包時在太受到好評才決定擴大店面開始增設連鎖店成立Pantasia集團，最後規模達到現在的新宿、新東京與南東京的整個大規模，不過還是以店面販售為主，針對還很弱的營養午餐跟學校福利社的出貨通路，還打算進軍便利商店強化店面販賣之外的銷售實力。不管是預賽的奶油餐包和炒麵麵包等考驗都是希望能夠讓Pantasia麵包店的新人的年輕創意開發出最適合營業方針的最新商品。由於年紀太大隨時都會往生的時候，因此在策劃退休時並支持雪乃推薦她到Pantasia麵包店新宿中央分店工作。甚至會捐給月乃一些援助金讓她來填補Pantasia南東京分店虧損營業不佳的處境。
除了擔任特別來賓和重要人物以外，還同時藉由舉辦第39屆的Pantasia新人賽來決定他的三個孫女的雪乃、月乃、水乃這三人之中誰是下任Pantasia的繼承者，雖然在經營方面被人以神受到尊敬與崇拜，但在長孫女雪乃的面前只是個根本毫無招架之力就連精神情況很容易被籠絡(尤其是對她的甜言蜜語也毫無免疫力)。完全不知情雪乃真面目與她所做出許多的惡劣行徑（包括她為了私利賤賣家業的行為）。
在動畫28話與漫畫第07期中，月乃曾經試著以雪乃作為回報給她的祖父知道卻被冠茂以反對收手，以及漫畫第08期與動畫第35話中，St. Pierre為了併吞Pantasia總店使出全貨折價促使Pantasia麵包店南東京分店處於沒有客人上顧的情況，讓月乃想去求助出錢援助也被冠茂給回絕提案（因為就算從那裡拿到援助金，面對一個擅自把資金拿去賭博沒有去管理Pantasia麵包店經營業額的繼承者等於是喪失管理Pantasia的資格也很容易會誤觸雪乃所設的圈套）。在摩納哥盃結束後在St. Pierre成功併吞Pantasia後就沒再出場動向也不詳。

### 桑比耶魯
霧崎雄一
配音：立木文彥（日本）；曹冀魯(ep.1)→孫中台(ep.28起)（台灣）；招世亮→梁志達（香港）
St. Pierre的老闆，帶著黑色墨鏡與黑色短髮還留有鬍鬚(是他的特徵，亦是巨匠和蘇菲的親生父親。
年輕時曾經是個失意的麵包師傅，並且其店面小且顧客人數不多；但是年幼的東和馬卻對於麵包很感興趣，於是很細心教導東和馬一些麵包的知識和做法讓他產生出太陽之手，由此可以隱約看出為何之後的自己個性變化會有如此之大，因為曾立誓要讓人對自己刮目相看也埋下自己另外一種極度扭曲的潛藏人格在裡面，為了要實現創造日本麵包隨著事業的發展創造出魔人米麵包並且吃下，導致人格漸漸變得扭曲。在其影響下曾拋妻棄子回到日本開店。但之後漸漸被米麵包所控制最後完全成為人包。
在新人賽結束後與雪乃私通暗下操縱兩間麵包連鎖店，基本上每次都比月乃等人快一步部署好令和馬等人常陷於困境。摩納哥盃時向主辦方多方施壓令日本隊總處於劣勢。親手指導夏多·懷特弄出本身擅長的 Gopan（米麵包），但仍不敵和馬用大麻製作的冬甩麵包。烘焙王9/25裡面，事先知道比賽場地和題目派出多名好手但大都敗於Pantasia之下。然而卻故意安排雪乃出戰使出逆向折法把分數板的得分倒轉把Pantasia再次陷入絕境之中但被和馬一行人給克服。
動畫和漫畫提及他曾吃下和馬的麵包後短暫回復和藹本性並吐真言認為應該給予和馬的麵包優勝，正當黑柳宣布日本代表獲勝時又再次回到扭曲性格中。最後在富士山樹海的秘密基地向和馬作最後的決鬥，成功從人包中脫離出來。最後回到法國跟蘇菲打理麵包店。動畫中（烘焙王9）最終回憑和馬的能生味噌麵包短暫回復本性，但很快回復扭曲性格並再次向和馬挑戰。（動畫僅此告一段落，留下伏筆...）。
梓川雪乃
配音：湯屋敦子（日本）；汪世瑋（台灣）；沈小蘭（香港）
Pantasia麵包店老闆梓川貞尚的長孫女，梓川大飯店集團的董事長梓川貞道的長女，亦是月乃同父異母的姐姐也是水乃的親生姐姐，亦是唯一擁有吹雪之手的人。棕色眼睛和黑色長髮是她的特徵，下巴上有美人痣，曾任於Pantasia麵包店新宿中央分店工作（是第一級分店，業積是全國分店業績總冠軍是Pantasia麵包店南東京分店的十倍，員工有四十個人，由祖父梓川貞尚所推薦）。
雖然外表看上去是個美人，可是很會抽菸而且內在隱藏著充滿心機與挑弄鬥爭的人格，不只個性連內心就跟魔鬼沒兩樣，非常很厭惡月乃的母親(父親梓川貞道的情婦)經常批評她是個狐狸精（賊婆娘），而且對位於Pantasia麵包店南東京分店工作的和馬一行人相當厭惡把他們當做害蟲般甚至想迫害他們卻失敗收場，為了確保利益而做出許多不擇手段的行為，但是在祖父貞尚和巨匠等重要人物的面前是不會露出殘酷性格與泯滅人性真面目(St. Pierre的老闆霧崎是例外)。
當和馬與河內看到月乃在櫻花枯樹祭拜她母親不是一般墓碑時，松代跟他們說要提高警覺也要特別小心雪乃，並加以解釋雪乃在月乃過世的母親的葬禮結束沒多久要在月乃的母親下葬於墓碑時，不只當場搶走骨灰罈甚至不顧別人的反感眼光踢傷月乃的同時把她的母親的骨灰撒在旁邊的枯樹上，造成月乃因此在四年後才恢復她內心的創傷，因此讓和馬與河內對雪乃的所做的行為感到很震怒。而且新人戰中派出冠茂的登場還在和馬一行人面前裝哀求的模樣向月乃說聲對她在四年前做出的行為說聲道歉但被松代給揭穿自己的手段，在冠茂與河內比賽前賄賂會場人員，然後在暗中把蛋白質分解酵素加入河內的麵團中，更在準決賽前盜走並毁掉和馬的葉長石面板石板，別說是炸掉冠茂的研究所（動畫第25話，漫畫第06期出現）、向自己請來的員工撒謊稱自己被和馬一行人給為難的事情，結果自己請來的員工吃下和馬一行人的麵包後看清楚真相後在辦公室用塗鴉寫下批評、責罵與批評當作指謫的話後就當場辭職，還有在外傳中在祖父貞尚經營的滑雪場外面設下陷阱讓年幼的月乃以及和馬摔落於枯舊的水井裡面（漫畫第25期末期有出現）。事後跟霧崎暗中私通把Pantasia販賣給St. Pierre。
摩納哥盃後成為St. Pierre社長（但本人是想成為Pantasia的社長）而且還拉攏很多人；最後在動畫和漫畫中親自出馬使出"逆向折法"和擅長製作水果餡塔的優勢把分數板的得分倒轉。雖然如此依然敗給他並變成幽靈（漫畫第22期出現，意思是輸得透徹遍體鱗傷連肉體都消失）。動畫版68話中雖然被和馬打敗但沒有變成此樣貌。不過在漫畫情節敘述中進入等身大型充氣人偶。人包事件發生後試圖阻撓和馬一行人時被下任橋口會接班人松代親自給攔截與挾持帶往霧崎的秘密基地並與手下發生數次鬥毆及圍剿之後被丟在富士山下的樹叢堆裡面，既使是到漫畫尾聲也終究仍無變回原型。
模糊山剛
配音：玄田哲章（日本）；吳文民（台灣）；陳卓智（香港）
原本就任於「St. Pierre」東京本店店長。黑色眼睛和黑色短髮留有鬍鬚是他的特徵，個性很自戀，與松代同期原始個性並非如此愛慕虛榮只因一路爬到店長管理階層之後較為懶散，鮮少出現在第一線而且變得有些女性化並對其持有好感。
起初與松代打賭而在電視節目上與和馬對決，然而卻敗在和馬獨創的零元麵包上因而被解僱，後來被水乃給聘請加入Pantasia麵包店的新東京分店並領悟決心重新來過。之後於新人選拔賽中以無尾熊的身分再次登場，代表水乃的店作賽再次跟和馬打成平手。但畢竟自己其實嚴格上算不上新人自願認輸而被水乃給辭退並且在離開前告誡和馬一行人有關Pantasia再過不久將會面臨被St. Pierre給收購的危機，因而被水乃再次給顧回來。之後於直播節目第三度登場，不想讓對方知道自己真面目（因為太久沒有作保養才會這樣）就用大貓熊面具來隱瞞身分。然後選擇下呂市為舞台對上和馬對決用溫泉所製作的可以產生爆炸的蒸麵包（因為那是他以前被其他人認為這是無法辦得到的夢想），結果敗給和馬而且受到竹葉香氣影響變成真正的大貓熊。賽後在漫畫結局進入尾聲之際再次登場並且收水乃為義女。

### 摩納哥盃
蘇菲·巴爾扎克·霧崎
配音：水樹奈奈（日本）；楊凱凱（台灣）；鄭麗麗（香港）
巨匠霧崎的妹妹，日法混血兒，在香榭大道經營麵包店；藍色眼睛和金黃色中長髮是她的特徵，在和馬以及河內等人前往巴黎留學時擔任他們的指導者。
過去父親為了成為麵包師傅拋棄自己的母親，讓自己與哥哥和母親相依為命，但在母親離世後和哥哥生活相當困苦。加上歷經父親回來之後不給救濟自己和哥哥的遭遇，直到養父高登所領養因而對父親表現出極大的恨意（動畫第41話，漫畫第11期）。長大後接替過世的養父高登所遺留下來的麵包店，（不過其店跟和馬等人的潘塔吉亞南東京分店一樣店面簡單平凡老舊，剛好座落於凱撒一家的麵包店（總店）對面因此生意門可羅雀，為了不讓養父留給的麵包店因此倒閉只能靠哥哥寄給的生活費度過），之後跟和馬等人出去比賽並且指導與研修陪伴他們的同時讓Pantasia也給自己不少的金額。在完成摩納哥盃後就重整旗鼓，雖然在動畫最後章登場，但是漫畫中該麵包店未再次登場；僅在漫畫結束前簡單帶過和父親共同打理法國的麵包店。
小丑·波魯內傑
配音：關智一／山崎美智(少年)（日本）；孫中台／汪世瑋(少年)（台灣）；梁志達／李致林(少年)／區瑞華(童年)（香港）
世界級的小丑，卡達姆馬戲團團長。摩納哥大賽的評審兼司儀，精通135國家語言的天才，藍色眼睛和白色中短髮是他的特徵。血型為孟買型。
和黑柳一樣不喜歡別人稱他「大叔」，雖然會一邊開飛機一邊學習如何駕駛（動畫第37話，漫畫第10期顯示），唯一的缺點是不會游泳（動畫第40話，漫畫第10期顯示），擁有世界第一的觀察力能從麵包中得知各種食材來源及其麵包的做法和過程。由於經歷和名為木村的女性給分手的悲慘般的經驗因而罹患無法對心儀女性告白的後遺症。（漫畫之中還有性無能問題）
真實身分為第14世摩納哥國王失蹤多年的兒子--「雷歐魯/萊諾爾·萊因哈特」兼王子雷歐哈特15世，在自己出生時母親過世，之後在父親的安排下被一對平民夫婦收留（因為要遵守皇家規定在平民家庭中長大，藉此體驗平民的生活藉此學會當個關注國民的繼承者），但是平民夫婦在拿錢之後便將還處於襁褓的自己當人質並消失無蹤，在被摩納哥祕密警察大力搜索下被逼走投無路而自盡前將自己留在卡達姆馬戲團。為了找到自己的親生父母一直拼命將自己鍛鍊成世界第一的傳說中的小丑。
雖然在摩納哥大賽中還不知道自己的父親是誰的情況下擔任評審，但在日本隊與美國隊的比賽中被來自利比亞的不明人物給行刺未遂處於重傷之際被緊急送醫，由於自己的血型是孟買型而湊齊不到相同血型處於危機狀態，但後來受摩納哥國王所捐贈的血型而獲救，但後來發現摩納哥國王正視自己的父親加上他為了救活自己過度輸血而亡，造成自己無法見到親生父親的遺憾感到痛苦，甚至以藉酒澆愁(指的是開慶祝派對)來逃避現實。在決賽中在吃下和馬的日本麵包61號大麻麵包後就時光倒流跟自己的父母親相見，幫助過去要生下自己面臨難產狀況的母親並且修正歷史，從失蹤的王子變成普通王子再度與父母重聚。在漫畫中只在打倒最終boss後再次登場想以做反應救地球但卻失敗收場。
雷歐哈特14世
配音：小杉十郎太（日本）；吳文民（台灣）；劉昭文（香港）
第14代摩納哥國王，以獅子頭皇冠（實為頭盔）為他的象徵。與霧崎雄一互為結識。小丑父親。血型同樣是孟買型。
在摩納哥皇室中長大並且學習遵守皇家法規(包括皇室法家規定第14條，為了讓歷代皇室子女了解民間疾苦，必須像獅子將子女推落山谷並經風雨見世面，因此每個歷代皇室的成員在8到13歲期間在不是出身於富人家中成長)，雖然在懂事時因為受皇家規定被送往麵包店師傅家中成長，卻歷經突然離開親生父母，加上面臨寂寞和遭受不平等對待環境的過程中差點讓自己性格變得扭曲，直到結識從日本來到摩納哥學做麵包技術的霧崎才能熬過長久多年以來的痛苦，甚至為他舉辦三天三夜的盛大歡迎宴會還下令將歷代皇室子女從貧窮家改為平民家的規定。
後來在摩納哥大賽中命令摩納哥秘密警察潛入大賽中調查主辦人尤立克·拉梅在比賽中阻撓日本隊的不法事件，當拉梅因「自盡」後(動畫版改為流亡國外)出現在眾人的面前宣布會重新掌管大賽並確保不會有非法行為，當小丑因來自利比亞的不明人物給行刺未遂而重傷送醫，加上他的血型為孟買型籌促不到血而身陷命危。在懷疑小丑是自己的親生兒子在天國酒吧為救他過度輸血而亡，但最後靠和馬的大麻麵包改變歷史後復活過來。
梅蒂兒·雷歐哈特
配音：勝生真沙子（日本）；楊凱凱（台灣）；曾佩儀（香港）
摩納哥皇后，雷歐哈特14世之妻，小丑母親。
在生下小丑時因為難產過世(剛開始小丑認為生前是太過肥胖所造成的)，第一次見面是小丑吃下夏多的麵包後以星球的樣貌與搭乘銀河鐵路列車前來的小丑重逢；在第二次是當小丑吃下和馬的大麻麵包後穿越時空來到過去，與當時懷著自己的母親相見。當後來自己的母親梅蒂兒開始臨盆並快陷入難產的情況時在從未來來的自己盡力搶救送到醫院下，因此修正歷史不久復活過來。

#### 法國隊（凱薩一家）
凱薩一家是位在法國的一個菁英烘培集團，目前由三位結拜兄弟共同經營，總店位在香榭大道蘇菲的店對面，過去曾於摩納哥盃代表法國取得優勝，家庭成員皆帶著瘟疫醫生的鳥頭面具。
葛嵐·凱薩
配音：中田讓治（日本）；曹冀魯（台灣）；招世亮（香港）
摩納哥盃「法國代表」。「凱薩一家」的長男。自小被父親嚴格訓練，因此雙手有2.72m長，並有強勁肌肉，因此擁有天賦参太陽之手外，亦有兩倍的太陽手甲，稱作最強的太陽之手，而且亦有天賦的女神之手及在後天訓練下，每一節手指頭均可360度移動稱為終極女神之手。三兄弟中最具大將之風在最後一戰中堅持要與日本隊堂堂正正對決後來敗於和馬。
波普·凱薩
配音：星野貴紀（日本）；孫中台（台灣）；鄺樹培（香港）
摩納哥盃「法國代表」。「凱薩一家」的次男。出場起已經與大哥葛嵐合體，基本上沒有在人前表演過弄麵包。
愛德華·凱薩
配音：遊佐浩二（日本）；吳文民（台灣）；黃啟昌→梁偉德（香港）
摩納哥盃「法國代表」。「凱薩一家」的三男。與葛嵐・凱薩是結拜兄弟。使用陰險的手段。位於三人合體的最下面。剛開始登場時尚未與兩位大哥合體，直到第三回合單挑日本代表輸掉之後才與兩位大哥合體。

#### 埃及隊（摩納哥秘密警察）
法老
配音：木下浩之（日本）；吳文民（台灣）；黎景全（香港）
摩納哥秘密警察的領袖。隱身於金字塔外型的模型中，可高速旋轉。常被誤會為行李。為了要調查主辦人拉梅和比賽之間的舞弊，就與另外兩位秘密警察偽裝成埃及代表潛入比賽裡面，並且找到決定性的證據，動畫中曾經動用其金字塔的神力救下和馬讓他為此感到不可思議。之後在主辦人尤立克·拉梅因國王雷歐哈特14世的下令調查不法事件時因「自盡」後(動畫版改為流亡國外)將國王雷歐哈特14世與霧崎雄一的關係情報告訴和馬一行人。
穆罕默德
配音：姫野惠二（日本）；曹冀魯（台灣）；馮錦堂（香港）
港譯「哈姆馬特」，摩納哥秘密警察之一。奉國王雷歐哈特14世之命下令調查摩納哥盃世界麵包大賽的舞弊與找到主辦人尤立克·拉梅在暗中受霧崎雄一的賄賂要讓日本隊淘汰掉的行動決定性的證據。在主辦人尤立克·拉梅因國王雷歐哈特14世的下令調查不法事件時因「自盡」後(動畫版改為流亡國外)將國王雷歐哈特14世與霧崎雄一的關係情報告訴和馬一行人。
卡莉歐
配音：北西純子（日本）；楊凱凱（台灣）；曾秀清（香港）
港譯「克蕾兒」，摩納哥唯一的女性也是秘密警察之一。奉國王雷歐哈特十四世之命下令調查摩納哥盃世界麵包大賽的舞弊與找到主辦人尤立克·拉梅在暗中受霧崎雄一的賄賂要讓日本隊淘汰掉的行動決定性的證據。在主辦人尤立克·拉梅因國王雷歐哈特14世的下令調查不法事件時因「自盡」後(動畫版改為流亡國外)將國王雷歐哈特14世與霧崎雄一的關係情報告訴和馬一行人。

#### 美國隊
史賓賽·亨利·霍克
配音：桐本琢也（日本）；孫中台(ep.14-15)→吳文民(ep.35-69)（台灣）；黃啟昌（香港）
通稱SH虎尾，外號「屋頂上的虎尾」。藍色眼睛和黃色短髮是他的特徵，自稱是名古屋縣人，因為太愛名古屋市所以拒絕月乃同父異母的妹妹水乃的邀請加入Pantasia麵包店新東京分店，但其實是義大利籍的美國人。直爽重情義的漢子，跟和馬一行人成為好朋友。新人賽敗於和馬，在摩納哥盃以美國隊代表身份上場，在隊裡面同時負責教授摩妮卡做麵包。在決賽中敗於河內後，在烘焙王25中再次出場介紹自己表弟。
摩妮卡·阿德那亞
配音：釘宮理惠（日本）；楊凱凱（台灣）；林元春（香港）
德裔美籍麵包師。綠松色眼睛和橙色雙馬尾長髮是她的特徵，本身是甜點師傅，擁有第59屆世界點心師傅冠軍的堅強實力。特技是糖果工藝，熱愛零食及點心，經常咀嚼口香糖出場，稱其為「僅次於生命的東西」。
登場時因為不常說話，在第45集開口時還嚇虎尾一跳，自己解釋說並不是內向屬性，只是覺得凡事都被夏多模仿太煩人才不說話的。與諏訪戒對戰中獲勝並且迷上他並且跟著來到日本。在烘培王25裡，與諏訪戒化裝成忍者跟和馬一行人展開對決，在諏訪輸掉比賽後說出自己懷有他的孩子的善意謊言。到了後期曾向東和馬一行人請求委託，同時透露說自己懷孕的事情其實是不得已之下編造的謊言。漫畫敘述中二人在三年後有自己開設的甜點教室，同時有一名兒子。
夏多·懷特
配音：青山穰／松元惠(少年)（日本）；曹冀魯（台灣）；鄺樹培（香港）
擅長模仿，曾擔任默劇演員。黑色反白眼睛和蒼色頭髮是他的特徵，被霧崎雄一發掘並模仿霧崎擅長製作的Gopan（米麵包）。根據基德的說法在小時候與朋友打棒球時因朋友的冷嘲熱諷後開始熱中於默劇模仿，後來在走火入魔下失去家人與朋友的感情。平常在不翻出白眼的情況下，無論看到什麼都會下意識自動地模仿。摩納哥盃後人不知去向。

### 烘焙王25／烘焙王9

#### CMAP
“Cooking Meal Assemble People”（因料理而聚集的人），這意味著日本最強的業餘廚師集團。有專業烹飪技能，成員之間的合作關係卻不太好。原型來自於傑尼斯樂團轄下的SMAP偶像歌舞團。
坪塚拓美
配音：野島健兒（日本）；吳文民（台灣）；李致林（香港）
性格沉静的美男子，按摩手藝相當不錯，說話中夾雜英語詞彙。在比賽敗於和馬後，退出CMAP並與和馬一行人成為朋友。
千祭剛
配音：鳥海浩輔（日本）；曹冀魯（台灣）；陳振安（香港）
性格剛烈的男子，炎熱也不出汗，手的温度也上升，擁有比「太陽之手」更高溫的「火炎手臂」。
要博士
配音：石井真（日本）；孫中台（台灣）；梁偉德（香港）
帶眼鏡的男子，料理知識豐富的達人，是四人中的司令官。
成海静人
配音：綠川光（日本）；吳文民（台灣）；馮錦堂（香港）
長髮自戀的男子，懂得「鐵鍋的韻律」，是個烹調高手。

#### 其他參賽選手
堤政伸
配音：日野聰（日本）；曹冀魯（台灣）；鄺樹培（香港）
第一位日本籍奧地利的宮廷廚師、冠茂同父異母的哥哥，自小被譽為天才少年的弟弟冠比下去。後來在『烘焙王25／烘焙王9』的比賽兩人比成平手。
三木苔平
配音：青野武（日本）；孫中台（台灣）；劉昭文（香港）
海苔達人，靠「吃飯哦！」海苔系列出名的三木苔平。唯一憑真實力打敗過和馬的人，在比賽之後向和馬表達自己的敬意並送給他做海苔的食譜。
喬凡尼·梵·戴爾·赫塞林克
甜品大師，連奪十屆世界甜品師大賽冠軍的人。有自己的店，認為日本人的作風太官僚缺乏自由。題目是要弄可以在麵包店發售的鬆餅，最後輸給和馬的日式章魚燒鬆餅，然後在其反應之下變成上面有四個人臉排水孔的大型水庫。電視動畫裡未登場。
馬魯可·契可力尼
SH瀚江表弟，義大利人。SH瀚江說過其製作披薩的能力乃「不只是神之子，簡直是真正的神。」河內在吃下他所做的已經冷掉的Pizza之後，變成「膝蓋（ヒザ，和日語的Pizza『ピザ』諧音）」，等待恢復的過程中，雖然人的形狀是完整的，但河內的整個臉都移到自己的右膝上。馬魯可在與和馬的在比賽披薩的對決中敗北，變成一隻腹部是棕刷的小烏龜（雙關語），但也引此理解自身不足並成功拜和馬為師。電視動畫裡僅以串場出現過，曾在河內與SH虎尾的摩納哥杯對決場景裡，SH虎尾的親屬加油團之中出現過（一個戴著棒球帽的小男孩）。

### 其他角色
劉老麵
配音：齋藤志郎（日本）；吳文民（台灣）；陳永信（香港）
松代健所認識、在中華料理街開餐廳的老朋友，武藝與廚藝皆有極高的造化，中國暗殺拳「劉家神拳」的繼承人，曾一己之力打倒七十多人，知道製作包子或者饅頭時所要用到的「老麵」麵團，14話曾教導河內與和馬製作炒麵麵包所用的炒麵。 動畫中（烘焙王9）與和馬一行人對決中國包子，因無法讓失去味覺的黑柳亮恢復味覺而失敗。
戴普橋口
配音：島香裕（日本）；孫中台（台灣）；源家祥（香港）
原為繪畫美食漫畫的漫畫家，卻因為奔波於品嚐各種美食而變得擁腫肥胖，後成為美食評論家。雖為評論家，進食的時候還是必須要由助手拜島（聲：神田朱未）幫忙餵食，同時在各處奔波的時候經常以大型推土機來代步。因為只記得當時忙於趕稿的記憶，所以口頭禪是「忙死了忙死了」。會以試吃時發出的叫聲所測得的分貝量來評論美食是否好吃，其叫聲分貝的最高紀錄是150分貝；但在最後一回合吃下和馬的麵包後再次打破紀錄，並在動畫第21話一度與黑柳一起去了天國酒吧。
布萊德·基德（Brad Kidd）
配音：堀内賢雄（日本）；孫中台(ep.26)→吳文民(ep.36～61)（台灣）；李致林／梁偉德（代配）（香港）
黑柳亮在美國高中的同班同學兼摯友，經常以同一種表情面對觀眾並豎起大拇指，在黑柳品嘗到河內的「Double Crust」法包時回想起高中時基德的幫忙，故此稱基德為「Double Classmate」，簡稱「Double Crust」。後來在美國經營一間調查公司並且給予亮不少的協助。
在故事中為萬用龍套，擔任過律師、按摩師、賽車選手、調查公司社長、便利商店店員等。其角色形象參考來源自布萊德·彼特。在現實網路中意外成網路迷因，其中「並沒有」、「不要瞎掰好嗎」等經典的台詞。

## 出版書籍
日式麵包王
| 卷數 | 小学馆         | 小学馆                 | 東立出版社     | 東立出版社             |
| 卷數 | 發售日期       | ISBN                   | 發售日期       | ISBN                   |
| ---- | -------------- | ---------------------- | -------------- | ---------------------- |
| 1    | 2002年3月18日  | ISBN 4-09-126391-7     | 2003年1月3日   | ISBN 986-11-1283-9     |
| 2    | 2002年5月18日  | ISBN 4-09-126392-5     | 2003年3月14日  | ISBN 986-11-1784-9     |
| 3    | 2002年8月9日   | ISBN 4-09-126393-3     | 2003年4月16日  | ISBN 986-11-1785-7     |
| 4    | 2002年10月18日 | ISBN 4-09-126394-1     | 2003年5月15日  | ISBN 986-11-2131-5     |
| 5    | 2003年1月18日  | ISBN 4-09-126395-X     | 2003年5月23日  | ISBN 986-11-2132-3     |
| 6    | 2003年3月18日  | ISBN 4-09-126396-8     | 2003年7月19日  | ISBN 986-11-2640-6     |
| 7    | 2003年5月17日  | ISBN 4-09-126397-6     | 2003年8月15日  | ISBN 986-11-2641-4     |
| 8    | 2003年7月18日  | ISBN 4-09-126398-4     | 2003年11月6日  | ISBN 986-11-3405-0     |
| 9    | 2003年10月18日 | ISBN 4-09-126399-2     | 2004年2月14日  | ISBN 986-11-3487-5     |
| 10   | 2003年12月18日 | ISBN 4-09-126400-X     | 2004年3月30日  | ISBN 986-11-3827-7     |
| 11   | 2004年2月18日  | ISBN 4-09-127051-4     | 2004年4月20日  | ISBN 986-11-3828-5     |
| 12   | 2004年4月17日  | ISBN 4-09-127052-2     | 2004年7月20日  | ISBN 986-11-4535-4     |
| 13   | 2004年7月16日  | ISBN 4-09-127053-0     | 2004年9月30日  | ISBN 986-11-5204-0     |
| 14   | 2004年10月8日  | ISBN 4-09-127054-9     | 2005年1月20日  | ISBN 986-11-5551-1     |
| 15   | 2004年12月17日 | ISBN 4-09-127055-7     | 2005年3月8日   | ISBN 986-11-5786-7     |
| 16   | 2005年2月18日  | ISBN 4-09-127056-5     | 2005年5月6日   | ISBN 986-11-6195-3     |
| 17   | 2005年4月18日  | ISBN 4-09-127057-3     | 2005年6月21日  | ISBN 986-11-6655-6     |
| 18   | 2005年6月16日  | ISBN 4-09-127058-1     | 2005年10月6日  | ISBN 986-11-6976-8     |
| 19   | 2005年9月16日  | ISBN 4-09-127059-X     | 2006年1月2日   | ISBN 986-11-7369-2     |
| 20   | 2005年11月18日 | ISBN 4-09-127060-3     | 2006年2月13日  | ISBN 986-11-7696-9     |
| 21   | 2006年1月14日  | ISBN 4-09-120029-X     | 2006年4月6日   | ISBN 986-11-8156-3     |
| 22   | 2006年4月18日  | ISBN 4-09-120329-9     | 2006年6月29日  | ISBN 986-11-8433-3     |
| 23   | 2006年7月18日  | ISBN 4-09-120418-X     | 2006年11月14日 | ISBN 986-11-8856-8     |
| 24   | 2006年10月18日 | ISBN 4-09-120669-7     | 2007年1月10日  | ISBN 978-986-11-8857-7 |
| 25   | 2007年1月13日  | ISBN 978-4-09-120826-2 | 2007年4月16日  | ISBN 978-986-11-9551-3 |
| 26   | 2007年4月18日  | ISBN 978-4-09-121026-5 | 2007年8月10日  | ISBN 978-986-11-9959-7 |

日式麵包王～超現實～
| 卷數 | 小學館         | 小學館                 | 東立出版社    | 東立出版社             |
| 卷數 | 發售日期       | ISBN                   | 發售日期      | ISBN                   |
| ---- | -------------- | ---------------------- | ------------- | ---------------------- |
| 1    | 2020年4月17日  | ISBN 978-4-09-850091-8 | 2021年1月14日 | ISBN 978-957-26-5912-0 |
| 2    | 2020年9月18日  | ISBN 978-4-09-850237-0 | 2022年6月6日  | ISBN 978-957-26-5913-7 |
| 3    | 2021年2月18日  | ISBN 978-4-09-850465-7 |               |                        |
| 4    | 2021年4月16日  | ISBN 978-4-09-850537-1 |               |                        |
| 5    | 2021年12月17日 | ISBN 978-4-09-850845-7 |               |                        |

## 電視動畫

### 製作人員
- 企劃：d-rights（日语：ディーライツ）、Aniplex
- 原作：橋口隆志「烘焙王」（小學館《週刊少年Sunday》連載中）
- 單行本編輯：冠茂
- 導演：青木康直
- 製片人：山川典夫（東京電視台）、富岡秀行
- 劇本統籌：隅澤克之
- 人物設定：前澤弘美、戶部敦夫、菱沼義仁
- 美術監督：池田繁美
- 美術委員會：丸山由紀子
- 攝影監督：大神洋一
- 音響監督：木村繪理子
- 企劃製片人：杉山孝太
- 同事製片人：古瀨和也、岩上敦宏（日语：岩上敦宏）
- 編集：鶴淵友彰
- 色彩設計：佐藤美由紀
- 特殊效果：長谷川敏夫
- 結束處理：前林文惠
- 色彩指定：金月梨香
- 音樂：岩崎琢
- 效果：橫山正和
- 選曲：會田剛
- 藝術工作：
- 音樂協力：田口貴章、東京電視台音樂部
- 作畫協力：荒井紀乃、高馬祐馬
- 錄音調整：池田裕貴
- 錄音助手：戶田惠美子
- 音樂製作：Aniplex
- 錄像編集：東京現象所
- 音響製作：东北新社
- 製作主任：小形尚弘
- 文藝製作：高橋哲子
- 設定製作：安川浩司、小川比呂美
- 製作事務：加藤道子→長田江美子
- 製片人：山川典夫（東京電視台）、富岡秀行
- 節目宣傳製片人：山本和子
- 製作協力：Telecom Animation Film（日语：テレコム・アニメーションフィルム）、動畫工房、Front Line
- 動畫製作：日昇動畫
- 企劃、製作：潘塔吉亞（日昇動畫、d-rights、Aniplex）
- 製作：東京電視台、日昇動畫

### 主題曲
片頭曲
（第1－29話）（日本當地首播開始至2005年5月中旬）
作詞、作曲、主唱：RYTHEM，編曲：CHOKKAKU
「Promise」（第30－53話）（2005年5月17日至11月8日）
作詞：小林夏海，作曲：北浦正尚，編曲：河野圭，主唱：TiA
（第54－69話）（2005年11月15日至最終回）
作詞：舞衣子，作曲：TATTSU，主唱：MARIA
片尾曲
（第1－12話）（日本當地首播開始至2004年12月）
作詞、作曲：田中明仁，編曲：長田進、河合誠一、The Babystars，主唱：The Babystars
「To All Tha Dreamers」（第13－29話）（2005年1月至5月中旬）
作詞：Diggy-MO',Bro.Hi、作曲：Diggy-MO',Shinnosuke、編曲：Shinnosuke，主唱：SOUL'd OUT（靈魂出竅）
（第30－42話）（2005年5月下旬至8月中旬）
作詞、作曲：tetsuhiko，編曲：tasuku，主唱：little by little
（第43－53話）（2005年8月下旬至11月8日）
作詞：椎名慶治，作曲：椎名慶治、永谷喬夫，編曲：渡邊善太郎、永谷喬夫、椎名慶治，主唱：surface
（第54－62話）（2005年11月15日至2006年1月23日）
作詞、作曲、主唱：星村麻衣，編曲：CHOKKAKU　
（第63－68話）（2006年1月31日至3月7日）
作詞、作曲、主唱：RYTHEM，編曲：CHOKKAKU
香港版「太陽之手」（只曾於第49集播放）
填詞：宋沛言，作曲、編曲：葉肇中，主唱：吳卓羲

### 各集標題
| 話數             | 日本標題         | 台灣標題                                    | 香港標題                                | 腳本             | 分鏡              | 演出             | 作畫監督                   | 日本首播日期     |                                    |
| Pantasia新人賽篇 | Pantasia新人賽篇 | Pantasia新人賽篇                            | Pantasia新人賽篇                        | Pantasia新人賽篇 | Pantasia新人賽篇  | Pantasia新人賽篇 | Pantasia新人賽篇           | Pantasia新人賽篇 |                                    |
| ---------------- | ---------------- | ------------------------------------------- | --------------------------------------- | ---------------- | ----------------- | ---------------- | -------------------------- | ---------------- | ---------------------------------- |
| 1                |                  | 有太陽之手的少年來了！                      | 出現了！擁有太陽之手的少年              | 隅澤克之         | 青木康直          | 佐藤照雄         | 新號靖                     | 2004年 10月12日  |                                    |
| 2                |                  | 跌破眼鏡!! 富士山掉下的日子                 | 偉大的王！富士山從天而降之日            | 隅澤克之         | 山本惠            | 岩崎太郎         | 堤弘子                     | 10月19日         |                                    |
| 3                |                  | 烤得焦黑!! 這是頂級柯松先生？               | 烤焦了，這個就是究極的牛角酥            | 高橋哲子         | 大森英敏          | 石踊宏           | 澤田貴秋                   | 10月26日         |                                    |
| 4                |                  | 嘶～!! 做出馬（美）味十足的麵包！           | 做一個馬味道的麵包給我                  | 大和屋曉         | 近藤信宏          | 福本潔           | 吉川真一                   | 11月2日          |                                    |
| 5                |                  | 美（咩）味!! 關鍵在頂級奶油！               | 美味！決定勝負的終極奶油                | 大和屋曉         | 井内秀治          | 太田知章         | 宮前真一                   | 11月9日          |                                    |
| 6                |                  | 驚動總店!!巨匠現身！                        | 來自總店的名人霧崎                      | 下山健人         | 大森英敏          | 政木伸一         | 佐久間健                   | 11月16日         |                                    |
| 7                |                  | 服部嚇一跳!! 秘密材料搖身一變！             | 服部先生也嚇一跳，以秘製醬汁創出新意    | 高橋哲子         | 山本惠            | 山本惠           | 新號靖                     | 11月23日         |                                    |
| 8                |                  | 河內改良版!! 太陽的防護套！                 | 河內變強，太陽之手套                    | 大和屋曉         | 近藤信宏          | 岩崎太郎         | 平塚知哉                   | 12月7日          |                                    |
| 9                |                  | 不能輸!! 用大阪麵包決勝負！                 | 不可以輸的，以大阪麵包來決勝負          | 隅澤克之         | 山田徹            | 山田徹           | 澤田貴秋                   | 12月14日         |                                    |
| 10               |                  | 距離新人賽複賽還有三週！                    | 各人前途的序幕，Pantasia新人比賽開始    | 隅澤克之         | 友永和秀          | 友永和秀         | 宮本佐和子                 | 12月21日         |                                    |
| 11               |                  | 人渣廢物!! 和馬選擇的最糟奶油！             | 廢物、垃圾！和馬選擇了最差勁的牛油      | 川瀨敏文         | 鮑伯白旗          | 秦義人           | 吉川真一                   | 12月28日         |                                    |
| 12               |                  | 和馬被淘汰!? 起死回生的超級C！              | 和馬落選？起死回生的高難度技術          | 川瀨敏文         | 松井仁之          | 太田知章         | 宮前真一                   | 12月28日         |                                    |
| 13               |                  | 上菜了!! 菠蘿麵包軟綿綿！                   | 等一下，蜜瓜麵包                        | 大和屋曉         | 政木伸一          | 政木伸一         | 佐久間健                   | 2005年 1月11日   |                                    |
| 14               |                  | 美麵（味）～!! 炒麵麵包的陷阱！             | 好麵，炒麵麵包的陷阱                    | 隅澤克之         | 矢野雄一郎        | 友永和秀         | 中路景子                   | 1月18日          |                                    |
| 15               |                  | 最強團隊!! 靠小野小町獲勝！                 | 最強隊伍，以小野小町勝出                | 隅澤克之         | 山本惠            | 岡嶋國敏         | 醍醐                       | 1月25日          |                                    |
| 16               |                  | 綠色奇蹟!! 和馬的魔法！                     | 綠色的奇蹟！懂得魔法的和馬              | 下山健人         | 大森英敏          | 山田徹           | 澤田貴秋                   | 2月1日           |                                    |
| 17               |                  | 大決戰!! 無尾熊的龍對和馬的烏龜！           | 大決戰，樹熊的龍對和馬的烏龜            | 高橋哲子         | 近藤信宏          | 山本惠           | 新號靖                     | 2月8日           |                                    |
| 18               |                  | 誠心祈禱!! 墓前發誓！                       | 包含著祝福的墓前誓言                    | 大和屋曉         | 矢野雄一郎        | 小山田桂子       | 宇田明彥                   | 2月15日          |                                    |
| 19               |                  | 惡夢的準決賽!! 雪乃的卑鄙陷阱！             | 惡夢的準決賽，雪乃卑鄙的圈套            | 隅澤克之         | 井内秀治          | 岩崎太郎         | 平塚知哉                   | 2月22日          |                                    |
| 20               |                  | 不屈的鬥志!! 在逆境中力爭上游！             | 不屈的鬥志，從逆境中站起來              | 隅澤克之         | 加瀨充子          | 政木伸一         | 佐久間健                   | 3月8日           |                                    |
| 21               |                  | 試作史上最強的麵包!! Japan四十四號！        | 史上最強的麵包，日本麵包44號            | 大和屋曉         | 松井仁之          | 小倉宏文         | 新號靖                     | 3月15日          |                                    |
| 22               |                  | 決賽前夕!! 逼近和馬的黑影！                 | 決賽前夕，進迫和馬的黑影                | 大和屋曉         | 增田敏彥          | 小山田桂子       | 宮本佐和子                 | 3月22日          |                                    |
| 23               |                  | QQ麵包對決!! 東和馬對冠茂！                 | 軟糯的對決，東和馬對冠茂                | 川瀨敏文         | 松井仁之          | 秦義人           | 吉川真一                   | 3月29日          |                                    |
| 24               |                  | 飛上天的巨匠!! 獲勝的會是誰!?               | 飛上天空的孔雀，勝出的是誰？            | 川瀨敏文         | 松井仁之          | 佐藤照雄         | 竹內進二                   | 3月29日          |                                    |
| 25               |                  | 你說什麼!!河內的男子漢魔鬼訓練！            | 甚麼？河內…男子漢特訓                   | 高橋哲子         | 近藤信宏          | 山田徹           | 澤田貴秋                   | 4月5日           |                                    |
| 26               |                  | 新人賽最後比賽!! 唱歌跳舞的法國麵包！       | 新人戰最後比賽，唱歌跳舞的法式麵包      | 下山健人         | 增田敏彥          | 小山田桂子       | 馬場健                     | 4月19日          |                                    |
| 摩納哥杯篇       |                  |                                             |                                         |                  |                   |                  |                            |                  |                                    |
| 27               |                  | 大家一起做麵包!! 這是Japan二號！            | 大家一起做麵包，日本麵包2號             | 隅澤克之         | 岩崎太郎          | 木宮茂           | 平塚知哉                   | 4月26日          |                                    |
| 28               |                  | 百億之男!? 潘塔吉亞的存亡危機！             | 百億之男？Pantasia的存亡危機            | 大和屋曉         | 政木伸一          | 政木伸一         | 佐久間健                   | 5月3日           |                                    |
| 29               |                  | 迫擊!!黑色日本麵包誕生！                    | 迫擊！黑色日本麵包誕生                  | 隅澤克之         | 加瀨充子          | 山田徹           | 澤田貴秋                   | 5月10日          |                                    |
| 30               |                  | 進軍法國!!目標摩納哥杯！                    | 去吧，法國，目標是摩納哥杯              | 下山健人         | 近藤信宏          | 小倉宏文         | 新號靖                     | 5月17日          |                                    |
| 31               |                  | 一觸即發!!禁忌的羅丹戰術！                  | 一觸即發，犯禁的羅丹作戰計劃            | 川瀨敏文         | 佐藤照雄          | 佐藤照雄         | 竹內進二                   | 5月24日          |                                    |
| 32               |                  | 這才是世界水準!! 掀起風暴的輪盤！           | 世界級，呼喚風暴的輪盤戰                | 川瀨敏文         | 山本惠            | 秦義人           | 吉川真一                   | 5月31日          |                                    |
| 33               |                  | 三點的點心!!Japan二十一號！                 | 三點鐘的小食，日本麵包21號              | 大和屋曉         | 松井仁之          | 太田知章         | 西山忍                     | 6月7日           |                                    |
| 34               |                  | 魯邦三號!! 香料麵包阿戒（改良）版！         | 新麵包三號，香辛料麵包，戒（改良）      | 大和屋曉         | 井内秀治          | 篠崎康行         | 平塚知哉                   | 6月14日          |                                    |
| 35               |                  | 舉世矚目!! 摩納哥杯複賽開始！               | 世界矚目，摩納哥杯正式比賽開始          | 高橋哲子         | 政木伸一          | 政木伸一         | 佐久間健                   | 6月28日          |                                    |
| 36               |                  | 速度競賽!! 用那個微波！                     | 速度分勝負，用它來叮一叮吧              | 川瀨敏文         | 東海林真一        | 小倉宏文         | 新號靖 杉本幸子            | 7月12日          |                                    |
| 37               |                  | 適者生存!! 無人島的麵包師傅！               | 生還者，孤島上的麵包師傅                | 下山健人         | 山本惠            | 山田徹           | 澤田貴秋                   | 7月19日          |                                    |
| 38               |                  | 奮泳前進!! 南島的鯛魚燒麵包！               | 努力游泳吧，南方島嶼上的鯛魚燒日式麵包  | 下山健人         | 佐藤照雄          | 佐藤照雄         | 佐久間健                   | 7月26日          |                                    |
| 39               |                  | 通往地獄的跳傘!! 新的陰謀！                 | 直衝谷底！新的陰謀                      | 大和屋曉         | 加瀨充子          | 政木伸一         | 野田康行                   | 7月26日          |                                    |
| 40               |                  | 小丑大失算!! 最後的晩餐味道如何？           | 小丑大失預算，最後的晚餐味道如何？      | 隅澤克之         | 南康宏            | 秦義人           | 吉川真一                   | 8月2日           |                                    |
| 41               |                  | 國王的問題!! 看似好吃的麵包要先給誰吃？     | 國王的提問，美味麵包會讓誰先吃？        | 隅澤克之         | 東海林真一        | 山田徹           | 澤田貴秋                   | 8月9日           |                                    |
| 42               |                  | 奇奇怪怪!!凱薩的真面目！                    | 奇奇怪怪，凱薩的真面目                  | 川瀨敏文         | 山本惠            | 福本潔           | 平塚知哉                   | 8月16日          |                                    |
| 43               |                  | 營養滿分!!運動麵包對決！                    | 營養充足，運動麵包對決                  | 下山健人         | 佐藤照雄          | 根岸宏樹         | 芳川彌生                   | 8月23日          |                                    |
| 44               |                  | 音速的脅威!!Gopan（米麵包）97號！           | 音速的威脅，米麵包97號                  | 高橋哲子         | 加瀨充子          | 政木伸一         | 佐久間健                   | 9月6日           |                                    |
| 45               |                  | 裸·裸·裸!!華麗的麵包對決！                  | 漂亮麵包的決戰                          | 大和屋曉         | 松井仁之          | 小倉宏文         | 新號靖                     | 9月13日          |                                    |
| 46               |                  | 小丑移送法辦!?充滿愛心的麵包！              | 小丑被押解，充滿愛的麵包                | 大和屋曉         | 近藤信宏          | 佐藤照雄         | 橋本貴吉                   | 9月20日          |                                    |
| 47               |                  | Victory（勝利麵包）!!麵包業界新革命！       | 勝利，掀起麵包界的革命                  | 下山健人         | 大森英敏          | 太田知章         | 西山忍                     | 9月27日          |                                    |
| 48               |                  | 名偵探小丑!!捨命做出的反應！                | 名偵探小丑，拼命做出來的反應            | 下山健人         | 山本惠            | 山田徹           | 澤田貴秋                   | 10月4日          |                                    |
| 49               |                  | 貴賓席重逢!!再訪天堂！                      | 小丑與國王的相遇，再返天堂              | 大和屋曉         | 笹木信作          | 岩崎太郎         | 平塚知哉                   | 10月4日          |                                    |
| 50               |                  | 魅惑全宇宙!!繼承Gopan（米麵包）的男人！     | 宇宙的誘惑，繼承米麵包的人              | 川瀨敏文         | 東海林真一        | 根岸宏樹         | 芳川彌生                   | 10月11日         |                                    |
| 51               |                  | 網羅頂級食材!!史上最大的決戰！              | 搜羅到的終極食材，史上最大決戰          | 隅澤克之         | 加瀨充子          | 秦義人           | 吉川真一                   | 10月25日         |                                    |
| 52               |                  | 超越時空的小丑!! 飛往日本麵包的頂點!?       | 小丑超越時空，到日本麵包的頂峰          | 隅澤克之         | 佐藤照雄          | 佐藤照雄         | 戶部敦夫                   | 11月1日          |                                    |
| -{zh-cn:新鲜出炉 | -{zh-cn:新鲜出炉 | -{zh-cn:新鲜出炉                            | -{zh-cn:新鲜出炉                        | -{zh-cn:新鲜出炉 | -{zh-cn:新鲜出炉  | -{zh-cn:新鲜出炉 | -{zh-cn:新鲜出炉           | -{zh-cn:新鲜出炉 | 9;zh-tw:烘焙王9;zh-hk:新鮮出爐}-篇 |
| 53               |                  | 霧崎下的挑戰書!! 新節目『烘焙王9』開始！               | 霧崎的挑戰書，新節目《新鮮出爐》開始    | 隅澤克之         | 增田敏彥          | 小山田桂子       | 宇田明彥                   | 11月8日          |                                    |
| 54               |                  | 當地麵包對決!! 人家畢竟是偶像！             | 當地麵包對決，超級偶像出場              | 高橋哲子         | 池端隆史          | 山田徹           | 澤田貴秋 向山祐二          | 11月15日         |                                    |
| 55               |                  | 醒來吧!! 超級黑柳！                         | 醒覺吧，超級黑柳                        | 大和屋曉         | 山本惠            | 根岸宏樹         | 芳川彌生                   | 11月22日         |                                    |
| 56               |                  | 黑柳有難!! 遺失的反應                       | 危險黑柳，失去了的反應                  | 下山健人         | 增田敏彥          | 小山田桂子       | 毛利志乃舞                 | 12月6日          |                                    |
| 57               |                  | 芒果!!CMAP的大反攻！                        | 芒果，C-MAP的大反擊                     | 川瀨敏文         | 笹木信作          | 福本潔           | 平塚知哉                   | 12月13日         |                                    |
| 58               |                  | 愛連西都也能拯救!! 太陽之手對火燄手臂！     | 愛可以拯救西都，太陽之手對火焰之臂      | 木村惠之         | 近藤信宏          | 池端隆史         | 佐久間信一                 | 12月20日         |                                    |
| 59               |                  | 忍忍忍!! 這就是我的忍道！                   | 忍！忍！忍！這些就是我的忍道            | 大和屋曉         | 加瀨充子          | 小倉宏文         | 榎本勝紀                   | 2006年 1月10日   |                                    |
| 60               |                  | 彎彎曲曲真討厭!! 阿戒和摩妮卡聯手出擊！     | 最討厭轉彎抹角，戒和夢妮卡的二人三足    | 大和屋曉         | 東海林真一        | 山田徹           | 向山祐治 和田伸一 藤田正幸 | 2006年 1月10日   |                                    |
| 61               |                  | 冠茂的秘密!! 黑社會的果醬對決！             | 冠茂的秘密，仁義全無的果醬對決          | 高橋哲子         | 岩崎太郎          | 松本佳久         | 平塚知哉                   | 1月17日          |                                    |
| 62               |                  | 兄弟決戰!! 父親選擇的一流男子漢！           | 兄弟決戰，父親選擇的一流男兒            | 川瀨敏文         | 飯島正勝          | 小山田桂子       | 宇田明彥                   | 1月24日          |                                    |
| 63               |                  | 海苔麵包對決!! 超有名的人出馬了！           | 紫菜麵包對決，超級名人出場              | 木村惠之         | 井内秀治          | 綿田慎也         | 新號靖 杉本幸子            | 1月31日          |                                    |
| 64               |                  | 傳統風味!! 對日本的感情是一樣的！           | 傳統味道，懷念日本的心只有一個          | 下山健人         | 池端隆史          | 池端隆史         | 佐久間信一                 | 2月7日           |                                    |
| 65               |                  | 恐怖的復仇!! 熊貓男出現！                   | “恐怖的反擊，熊貓男…出現”                 | 高橋哲子         | 松井仁之          | 山田徹           | 向山祐治 和田伸一          | 2月14日          |                                    |
| 66               |                  | 奇蹟的蒸麵包!! 熊貓變成熊貓的那天！         | 奇蹟的蒸麵包，熊貓變成熊貓的一天        | 川瀨敏文         | 加瀨充子          | 松本佳久         | 平塚知哉                   | 2月21日          |                                    |
| 67               |                  | 太陽對暴風雪!!頂級水果塔對決！              | 太陽對吹雪，終極餡餅對決                | 木村惠之         | 增田敏彥          | 小山田桂子       | 毛利志乃舞                 | 2月28日          |                                    |
| 68               |                  | 這就是我該走的路!? Road of the 枇杷！       | 這條是我的前進之路，枇杷之路            | 下山健人         | 笹木信作          | 小倉宏文         | 榎本勝紀                   | 3月7日           |                                    |
| 69               |                  | 真正好吃的麵包該給誰吃!? 日本麵包永垂不朽！ | 真美味的麵包，誰先吃下？ 日式麵包，永遠 | 隅澤克之         | 佐藤照雄 戶部敦夫 | 佐藤照雄         | 戶部敦夫                   | 3月14日          |                                    |

### 播放電視台

#### 日本
| 播放地區       | 播放局       | 播放日期                      | 播放時間                  | 所屬聯播網   | 備註       |
| -------------- | ------------ | ----------------------------- | ------------------------- | ------------ | ---------- |
| 關東廣域圈     | 東京電視台   | 2004年10月12日－2006年3月14日 | 星期二 19時00分－19時30分 | 東京電視網   |            |
| 近畿廣域圈     | 大阪電視台   | 2004年10月12日－2006年3月14日 | 星期二 19時00分－19時30分 | 東京電視網   |            |
| 愛知縣         | 愛知電視台   | 2004年10月12日－2006年3月14日 | 星期二 19時00分－19時30分 | 東京電視網   |            |
| 北海道         | TV北海道     | 2004年10月12日－2006年3月14日 | 星期二 19時00分－19時30分 | 東京電視網   |            |
| 岡山縣、香川縣 | 瀨戶內電視台 | 2004年10月12日－2006年3月14日 | 星期二 19時00分－19時30分 | 東京電視網   |            |
| 福岡縣         | TVQ九州放送  | 2004年10月12日－2006年3月14日 | 星期二 19時00分－19時30分 | 東京電視網   |            |
| 日本全國       | BS JAPAN     | 2004年10月14日－2006年3月16日 | 星期四 17時55分－18時25分 | 東京電視網   | 衛星電視   |
| 岐阜縣         | 岐阜放送     | 待查                          | 星期日 8時00分－8時30分   | 獨立局       |            |
| 宮城縣         | 東日本放送   | 2004年10月30日－2005年4月30日 | 星期六 6時00分－6時30分   | 全日本新聞網 | 第26話中止 |
| 和歌山縣       | 和歌山電視台 | 待查                          | 星期一 18時30分－19時00分 | 獨立局       |            |
| 三重縣         | 三重電視台   | 待查                          | 星期四 17時00分－17時30分 | 獨立局       |            |

#### 海外播送
| 播放地域 | 電視台         | 播放期間                     | 播放时间                                                          | 系列     | 回數   | 备注                                                                               |
| -------- | -------------- | ---------------------------- | ----------------------------------------------------------------- | -------- | ------ | ---------------------------------------------------------------------------------- |
| 台灣     | 台視主頻       | 2006年2月11日－2007年6月9日  | 星期六 19時30分－20時00分                                         | CS放送   | 全部   | 雙語播映，在星期一至五 18時00分－18時59分有重播                                    |
| 台灣     | 中視           | 2012年8月7日－11月12日       | 星期一至五 18時00分－18時30分                                     | CS放送   | 1－45  | 第一季，雙語播映 有更換中文配音員                                                  |
| 台灣     | 民視           | 2018年3月27日－6月29日       | 星期一至五 18時30分－19時00分                                     | CS放送   | 全部   | 雙語播映                                                                           |
| 台灣     | 東森電影台     | 2007年3月18日－待查          | 星期六及日10時30分－12時30分                                      | 有線電視 | 全部   | 播映初期有雙語播映時段                                                             |
| 台灣     | 東森電影台     | 2013年2月26日 - 4月15日      | 星期一至五 20時00分－21時00分                                     | 有線電視 | 全部   | 4月15日 20時00分－20時30分為完結篇 有連播四回的工作日重播時段                      |
| 台灣     | 衛視中文台     | 2008年6月29日－2009年1月4日  | 星期六至日7時－9時                                                | 有線電視 | 第一季 |                                                                                    |
| 香港     | 無綫電視翡翠台 | 2006年4月11日－2006年12月5日 | 星期二、三 17時15分                                               | CS放送   | 全部   |                                                                                    |
| 香港     | 無綫兒童台     | 2007年1月20日－2007年5月19日 | 星期六、日 10時30分                                               | CS放送   | 全部   |                                                                                    |
| 香港     | 無綫電視J2台   | 2008年1月28日－2008年5月1日  | 星期一至五 6時00分－6時30分 13時00分－13時30分 18時00分－18時30分 | CS放送   | 全部   | 該頻道開播後此時段的第一個節目 4月28日起調整成星期一至五 18時00分－18時30分 有重播 |

## 外部連結
- 動畫官方網站 （页面存档备份，存于） （日語）
- （日語）
- 《烘焙王》台視官方網站：2006版 （页面存档备份，存于） （繁體中文）
- 《烘焙王》中視官方網站：2012版 （页面存档备份，存于） （繁體中文）